# Гаха, Эмиль
Э́миль До́миник Йо́зеф Га́ха (чеш. Emil Dominik Josef Hácha; 12 июля 1872[…], Тргове-Свины[…] — 27 июня 1945[…], Прага) — чехословацкий и чешский государственный и политический деятель, юрист, председатель чехословацкого Верховного административного суда (1925—1938). Третий президент Чехословакии (1938—1939), с 1939 года — президент образованного немецкими оккупационными властями Протектората Богемия и Моравия. 13 мая 1945 года арестован за коллаборационизм с немцами, в ожидании суда умер в заключении.

## Биография

### Ранние годы
Родился 12 июля 1872 года в городе Швайниц-ин-Бёмен на юге Богемии в семье налогового служащего Йозефа Эмануэля Гахи (1832–1884) и его жены Марии Каролины Павлины Гаховой (урож. Клаусова) (1837–1914). С детства он привык заниматься самообразованием, поэтому ему разрешили пойти в начальной школе сразу во второй класс. Окончил гимназию в Ческе-Будеёвицах. В 1896 году он окончил с учёной степенью доктора обоих прав (J.U.D.), чешский университет Карла-Фердинанда в Праге и в 1898 году поступил на службу в аппарат имперского наместника Королевства Богемия в Праге. В 1902 году он женился на Марии Клаусовой, своей двоюродной сестре по материнской линии в Жижкове. В 1903 году у них родилась единственная дочь — Милада (1903—1989).

### Юридическая карьера
После начала Первой мировой войны Эмиль Гаха приобрёл ценный юридический опыт в качестве советника Верховного административного суда Цислетайнии в Вене в период с 1916 по 1918 год. После окончания войны и образования Чехословакии в 1918 году, стал судьёй Верховного административного суда Чехословацкой Республики, который он помогал создавать вместе с его первым председателем и юристом Фердинандом Пантучкем. В 1920 году он защитил докторскую диссертацию на юридическом факультете Карлова университета, где также проработал в качестве доцента в период с 1924 по 1929 год. После смерти Пантучека из-за болезни головного мозга в 1925 году, президент Томаш Гарриг Масарик назначил Гаху новым председателем Верховного административного суда, в должности которого он провёл до 1938 года.

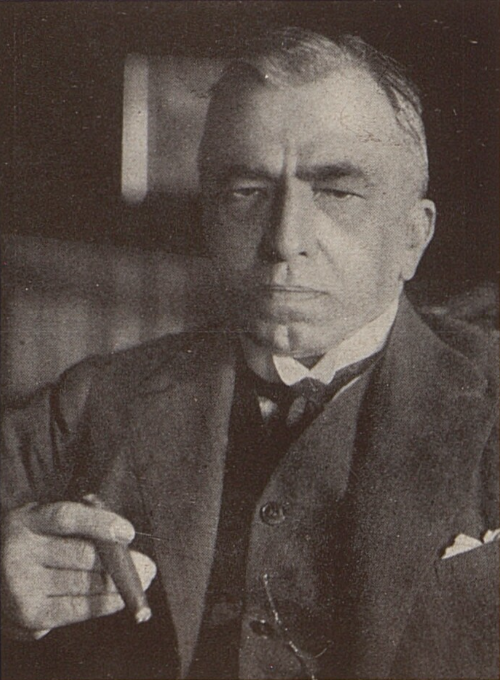
Гаха в 1927 году

Гаху ценили как специалиста по англосаксонскому общему и международному праву. Во времена Первой Республики он был членом Законодательного совета правительства Чехословакии, Чешской академии наук и искусств и Чешского учёного общества. Членство в Гаагском арбитражном суде было также одной из заслуг Гахи. Будучи высокопоставленным государственным служащим, он старался быть максимально аполитичным и избегал любых публичных высказываний на политическую тематику. Сам он придерживался лояльных позиций к любой правительственной формации, которая в тот момент находилась у власти, беря пример с британской государственной службы.
В свободное от работы время Гаха был переводчиком английской литературы на чешский язык (например, «Трое в лодке, не считая собаки» Джерома Клапки Джерома), коллекционером предметов искусства и поэтом. Его книга «Omyly a přeludy» (Ошибки и заблуждения) была опубликована в 1939 году анонимно, а в 2001 году под его собственным именем. Будучи верующим католиком, был весьма религиозным человеком. Был сторонником Социал-демократической партии. Проживал со своей женой Марией и дочерью Миладой в Праге-Стршешовице на вилле по адресу улица Над военским гржбитовем, дом № 707/3.

### Президент

#### Вторая Республика
Большие перемены произошли в 1938 году. В этом году умерла его жена Мария Гахова, с которой он жил в счастливом браке, а также развелась его дочь. В результате Мюнхенского соглашения, отставке Эдварда Бенеша, а также объявлении автономии Словакии и Подкарпатской Руси, пала Первая Республика и оформилась Вторая Республика. В ноябре 1938 года под давлением своего окружения и председателя новой Партии национального единства Рудольфа Берана принял предложение стать кандидатом в президенты страны. Этот выбор был обусловлен его католицизмом, консерватизмом, политическим нейтралитетом, отсутствием причастности к какому-либо из правительств, которые привели к разделу страны, а также прежнем опыте руководства.
Рудольф Беран обещал, что будучи президентом, Гахе не потребуется вмешиваться в политические дела государства, и что тот не будет принимать принципиальных решений. 30 ноября 1938 года на совместном заседании обеих Палат Национального Собрания был избран президентом Чехословакии (проголосовало 272 из 312 представителей). Впервые после избрания президента (Президент Масарик был по вероисповеданию чешским братом, а Бенеш непрактикующим католиком) в соборе Святого Вита состоялась служба, на которой Гаха поклонился черепу святого Вацлава. Вечером он отправился в Ланы возложить венок на могилу президента Масарика.
1 декабря Гаха назначил новое правительство во главе с Рудольфом Бераном, которое заменило правительство Яна Сырового. 24 декабря он произнёс рождественскую речь по радио, в которой призвал нацию к гармонии и миру в ближайшие годы. Он произнёс свою речь на чешском, словацком и украинском языках. 26 декабря он встретился с несколькими высокопоставленными представителями Словацкой автономии во главе с Йозефом Тисо и обвинил их в попытке отделения Словакии. Тисо опроверг это утверждение и пообещал исключить всех сепаратистов из правительства автономии. Однако несмотря на это обещание, представители правительственной словацкой Народной партии, тайно вели переговоры с Германией о провозглашении независимости Словакии.
В начале марта 1939 года информация о тайных переговорах подтвердилась и поэтому, в ночь с 9 на 10 марта, Гаха объявил на территории Словацкой автономии чрезвычайное и военное положение, а военные формирования Чехословацкой армии под командованием генерала Бедржиха Гомолы получили приказания о наведении порядка в автономии и об арестах сепаратистов. Правительство Тисо было свергнуто военными. 14 марта 1939 года сепаратисты во главе с Тисо, при поддержке со стороны Адольфа Гитлера, объявили о независимости Словакии. Вечером того же дня, президент Гаха был вызван Гитлером в рейхсканцелярию Берлине. В поезде его сопровождал министр иностранных дел Франтишек Хвалковский.
Гитлер намеренно заставил его ждать в течение нескольких часов, в то время как сам смотрел фильм. Наконец, в половину второго ночи 15 марта 1939 года Гитлер встретился с Гахой и сказал ему, что немецкая армия вторгнется в Чехословакию с целью ликвидации её независимости. Гитлер объяснил Гахе, что если Чехословакия примет условия, то немецкая оккупация пройдёт бескровно, в противном случае «сопротивление будет сломлено силой оружия с использованием всех средств». При этом страна находилась в крайне тяжёлом стратегическом положении. Значительно уступая Германии в экономической и военной мощи, Чехословакия после Мюнхенского соглашения, подписанного в конце сентября 1938 года, лишилась большей части приграничных территорий, на которых, в частности, находились подготовленные оборонительные укрепления. Западная часть Чехословакии — собственно Чехия (Богемия) и Моравия — была окружена Германией с трёх сторон, а в Словакии при поддержке немцев к власти пришли националисты, стремившиеся к провозглашению независимости. При этом Чехословацкое государство не могло рассчитывать на помощь соседних государств, а Франция и Великобритания не предоставили твёрдых гарантий территориальной целостности Чехословакии. Гитлер предоставил Гахе выбор: подчинить чешские земли немецкой военной мощи в форме протектората или военного вторжения и войны. Гаха неоднократно сопротивлялся давлению Гитлера и отказывался принять унизительные условия передачи власти, пока в четыре часа утра Геринг не пригрозил разбомбить Прагу, после чего Гаха перенёс сердечный приступ. После него Гаха связался с правительством в Праге, а затем принял немецкие условия, согласившись на ликвидацию независимости и оккупацию страны. Посол Франции Роберт Кулондр сообщил, что к половине пятого Гаха был «в состоянии полного краха и держался только с помощью инъекций». Гаха сохранил свой пост в качестве президента, но вынужден был присягнуть Гитлеру, который назначил Нейрата протектором Богемии и Моравии. Вечером он отправился обратно в Прагу на поезде, который нацисты намеренно задержали, чтобы Гитлер прибыл в Прагу раньше. В половину восьмого вечера, Гаха впервые вошел в Пражский Град уже в качестве государственного президента Протектората Богемии и Моравии.

#### В годы немецкой оккупации
Через несколько дней после оккупации страны немецкими войсками и провозглашения Протектората Богемии и Моравии (Указ № 75/1939 Sb. «о создании Протектората Богемии и Моравии»), президент Гаха 21 марта 1939 года распустил Национальное Собрание. В этот же день было основано Национальное партнёрство, инициатором создания которого выступил Гаха. Оно должно было заменить чешские политические партии Второй республики и стать головной организацией для населения Протектората. Комитет партнёрства должен был выполнять функцию представительного органа вместо парламента. Его лидером был назначен Адольф Грубый. Хотя оккупационные власти не запретили «Национальное партнёрство», они постепенно подавили её самостоятельную деятельность и в конце концов трансформировали из политической партии в общественную организацию. После роспуска парламента Гахе удалось убедить Рудольфа Берана временно остаться на посту премьер-министра, пока не будет найден новый кандидат. 27 апреля 1939 года тот назначил новое правительство, во главе которого стал Алоис Элиаш. Сначала он не хотел соглашаться на эту должность, но в конце концов его уговорили это сделать.
Гаха ошибочно полагал, что нацисты будут уважать заключенные соглашения и международные правовые нормы. В первые годы своего пребывания на посту государственного президента, он был очень активным политиком, пытающимся отстаивать права чешского народа. Он протестовал против немецкой политики и германизации бывшей Чехословакии. Во время своего пребывания на посту президента протектората Гаха также подписал закон по образцу нацистских Нюрнбергских законов, носивших дискриминационный характер в отношении чешских евреев. В ноябре 1939 года он потребовал освобождения арестованных студентов и преподавателей университетов, во многих случаях успешно. В июне 1940 года в ответ на поражение Франции гитлеровскими войсками он осудил «обманчивую ориентацию внешней политики» в период Первой республики и «устаревшее либерально-демократическое мышление».
С 1940 года у Гахи стали регулярно возникать проблемы со здоровьем, которые сопровождали его до конца жизни. Из-за этих осложнений ему становилось все труднее выполнять свои обязанности, он стал полагаться в основном на премьер-министра Элиаша и своего главы своей канцелярии Иржи Гавелку.

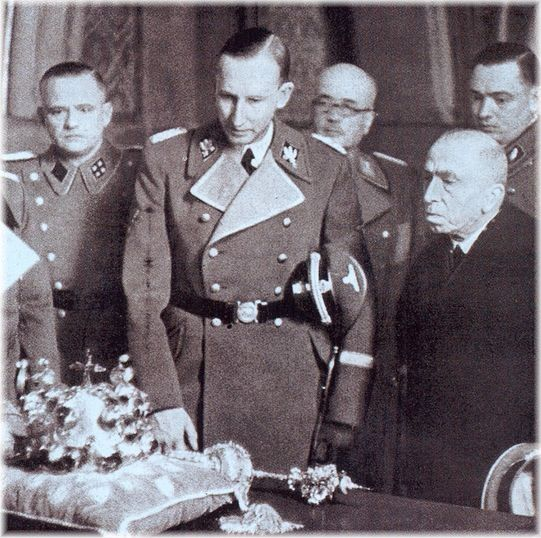
Эмиль Гаха показывает Регалии чешских королей Рейнхарду Гейдриху

После назначения на должность исполняющего обязанности рейхспротектора Рейнхарда Гейдриха и его прибытии в Прагу в сентябре 1941 года, а также после ареста премьер-министра протектората Алоиза Элиаша, Гаха стал подвергаться усиленному давлению со стороны оккупационных властей. После ареста Элиаша Гаха обратился к Гейдриху с протестом, но тот его даже не выслушал. В том же году глава канцелярии Иржи Гавелка под давлением нацистов покинул свой пост, и его заменил Август Адольф Попелка. Послее этого Гаха решил покинуть пост президента, но правительство высказалось против этого решения. 19 января 1942 года он назначил новое правительство во главе с Ярославом Крейчи. В этом правительстве также впервые появился Эммануэль Моравец, который занял пост министра образования и народного просвещения. В это время Гаха стал поддаваться давлению Моравца, Гейдриха, Франка и всё меньше и меньше вмешивался в политику Протектората. Давление также подорвало здоровье и психическое состояние Гахи. Из-за эффективности кампании террора, начатой Гейдрихом, Гаха считал, что сотрудничество с немецкими оккупантами было единственным способом спасти свой народ и страну. В апреле 1942 года президент Гаха передал Рейнхарду Гейдриху санитарный поезд в подарок от чешского народа в честь дня рождения Адольфа Гитлера.
Судьбоносным переломным моментом в его жизни стало покушение на Рейнхарда Гейдриха, совершенное чехословацкими десантниками правительства в изгнании в мае 1942 года. С этого момента оккупанты использовали Гаху как символ пропагандируемого «протекторатного патриотизма внутри Германского Рейха». Это злоупотребление достигло своего апогея после покушения на Гейдриха и его смерти, что совпало с государственными празднованиями 70-летия Гахи. В выступлении по радио 30 мая 1942 года Гаха резко осудил как покушение, так и деятельность правительства в изгнании и лично Эдварда Бенеша. Гитлер изначально планировал уничтожить 10 000 чехов в отместку за убийство Гейдриха и предупредил Гаху, что, если произойдёт ещё один такой инцидент, «мы должны будем рассмотреть вопрос о депортации всего чешского населения». Эта угроза была произнесена на похоронах Гейдриха. В то время, когда оккупанты уничтожили Лидице и Лежаки, а граждане выражали свою поддержку Германской Рейху на массовых собраниях, Гаха принял личный подарок от Адольфа Гитлера – роскошный автомобиль «Мерседес», а также вышло обширное издание «Югочех Эмиль Гаха» (иллюстративную часть создал известный репортер Карел Гаек, графическую обработку выполнил Иржи Трнка). 3 июля 1942 года на Вацлавской площади в Праге состоялась манифестация чешской лояльности Германии, на которой присутствовало 200 000 человек во главе с Гахой и Моравцом. 

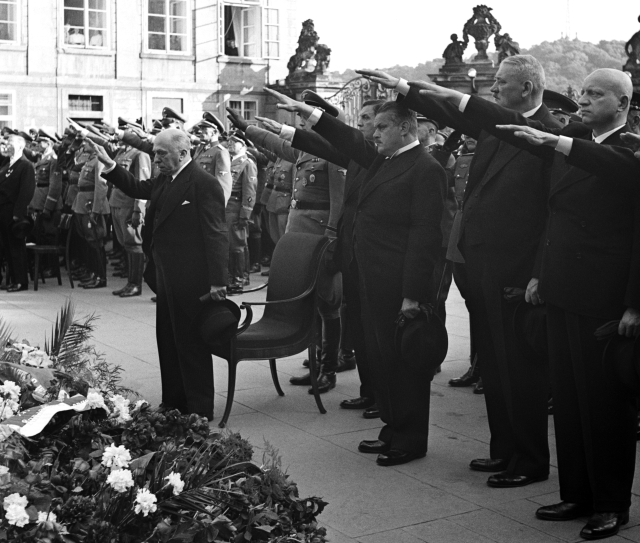
Гаха, Ярослав Крейчи, Эммануэль Моравец, Рихард Бинерт и другие члены правительства протектората в июне 1942 года

Здоровье Гахи быстро ухудшалось из-за продолжающегося атеросклероза. На приеме у нового исполняющего обязанности рейхпротектора Курта Далюге Гаха был дезориентирован и не понимал что происходит. Эти приступы сопровождали Гаху до конца его жизни. С 1943 года он почти не появлялся на публике и в основном был в загородной президентской резиденции. Большую часть административной работы аппарата президента выполнял глава концелярии Попелка. Несмотря на слабое здоровье, тот помогал бойцам чешского сопротивления в Ланях (предоставлял деньги на еду и одежду разыскиваемым; однако из-за частых контактов с нацистскими властями не мог полностью поддерживать сопротивление). По различной информации, он якобы несколько раз просил у своего врача доктора Майкснера яд, чтобы покончить жизнь самоубийством.
В течение 1943 года он несколько раз просил об отставке, но каждый раз ему в ней отказывали. В 1944 году здоровье Гахи было настолько критическим, что он не мог читать свои рождественские речи по радио. В это время речи писал исключительно Эмануэль Моравец, который часто упоминал о большом доверии к нацистской Германии. Гаха уже не мог читать речи и не смог закончить речь к 5-й годовщине установления протектората. В последние месяцы перед окончанием войны он уже не мог говорить, у него подвела память и он не узнавал людей. По рассказу его дочери Милады, он даже не мог самостоятельно поесть и переодеться. 19 января 1945 года тяжело больной Гаха назначил новое правительство во главе с Рихардом Бинертом. Это был его последний поступок на посту президента.

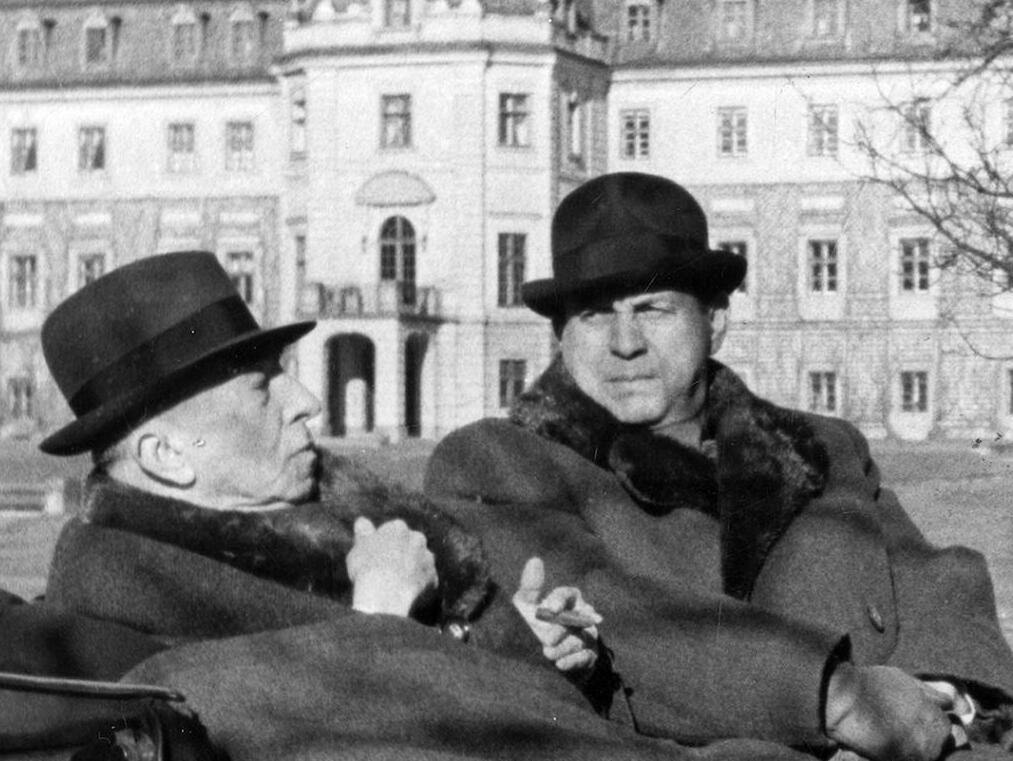
Гаха и глава канцелярии Август Попелка, Ланы, 1944 год

### После войны
13 мая 1945 года по приказу министра внутренних дел Чехословакии Вацлава Носека, Гаха был арестован и немедленно доставлен в тюрьму Панкрац. Врач просил властей перевести в Гаху под стражу в санаторий, но этого не разрешили. Президент Бенеш, вернувшийся в Прагу 16 мая 1945 года, позже сказал, что «этого не должно было случиться», но сам он ничего для него не сделал. Тюремные охранники мочились, пинали и издевались над бывшим президентом. Его кормили едой, которую он не мог проглотить.

### Смерть и захоронение
27 июня 1945 года, спустя две недели после ареста, Гаха скончался при загадочных обстоятельствах, многими историками рассматривалась возможность политического убийства, данную версию также разделяют члены семьи Гахи. Тайные похороны состоялись через три дня после его смерти в безымянной могиле на Виноградском кладбище. На церемонии разрешили присутствовать только его дочери Миладе и её бывшему мужу. Вся церемония длилась всего около пятнадцати минут. Мемориальная доска была установлена только в 1994 году.

### Посмертная репутация
Послевоенный суд постановил, что из-за плохого состояния здоровья Гаха не несёт ответственности за свои действия с января 1943 года.
Чешские историки утверждают, что Гаха не несёт ответственности за свои действия, учитывая преклонный возраст и снижающиеся умственные способности. В любом случае его влияние на немецкую политику практически отсутствовало как после 1941 года, так и несколькими годами ранее.

## Семья
В 1902 году женился на Марии Клаусовой (17 апреля 1873, Прага — 6 февраля 1938, Прага). У них была дочь Милада (1903—1989, в замужестве Радлова). Мария умерла за 10 месяцев до того, как Гаха стал президентом, и Милада исполняла обязанности «первой леди» Чехословакии. Как установило следствие после войны, она при этом поддерживала многочисленные контакты с деятелями Сопротивления, иногда приглашая их прямо в президентскую резиденцию. Брак её был бездетным, и распался вскоре после заключения, повторно она замуж не выходила.

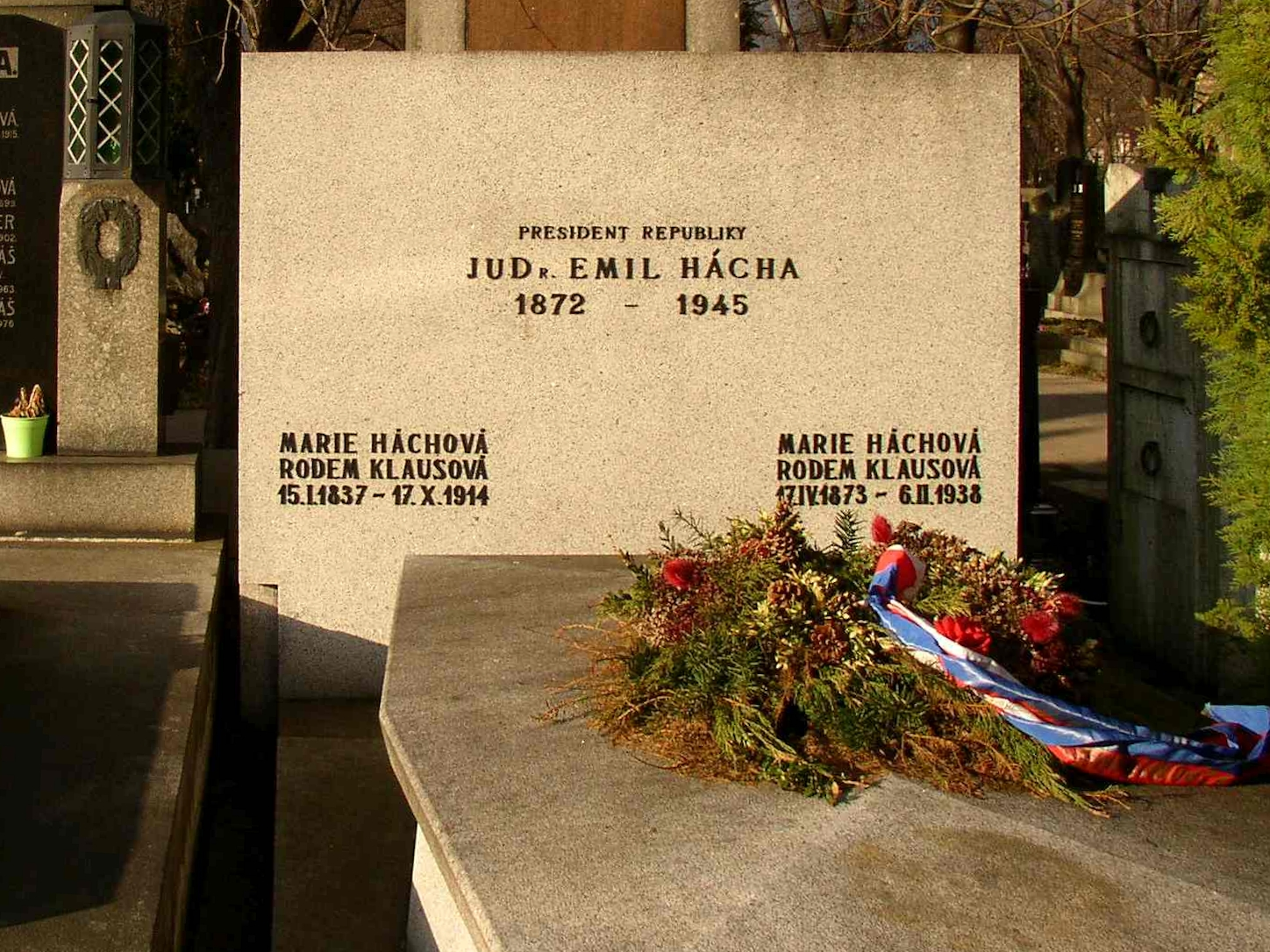
Мемориальная доска на могиле Э. Гахи

## Память
Сегодня большая часть литературного наследия Гахи и фотографической документации о нем хранится в Архивах Канцелярии Президента Республики.
Мемориальная доска в память о визите президента Гахи 14 мая 1941 года была открыта в 2017 году в Сланах.
В 2018 году Почта Чехии выпустила почтовую марку с портретом Эмиля Гахи, но не в официальном выпуске. Комиссия Почты одобрила выпуск только в качестве так называемой «собственной марки», которую подготовили и оплатила другая организация, в данном случае деньги были собраны сторонниками Эмиля Гахи.

### В кинематографе
Образ Эмиля Гахи также появился  в нескольких чешских фильмах:
- «Ночь принятия решения» (чеш. Noc rozhodnutí, телевизионный фильм, 1993 год) — роль Гахи исполнил Рудольф Грушинский[41].
- «Богема» (чеш. Bohéma, телевизионный мини-сериал, 2017 год) — роль Гахи исполнил Иржи Чапка.
- «Анатомия предательства» (чеш. Anatomie zrady, двухсерийный телевизионный фильм, 2020 год) — роль Гахи исполнил Милан Княжко[42].